# Unione Sportiva Grosseto 1940-1941
Questa pagina raccoglie le informazioni riguardanti l'Unione Sportiva Grosseto nelle competizioni ufficiali della stagione 1940-1941.

## Rosa
| N. |                   | Ruolo | Calciatore        |
| -- | ----------------- | ----- | ----------------- |
|    | Italia (bandiera) | A     | Giuseppe Calcagno |
|    | Italia (bandiera) | D     | Gaetano Candura   |
|    | Italia (bandiera) | D     | Remo Carmignani   |
|    | Italia (bandiera) | A     | Castello Carrubbi |
|    | Italia (bandiera) | C     | Luigi Castelli    |
|    | Italia (bandiera) |       | A. Chelli         |
|    | Italia (bandiera) | A     | Dario Dari        |
|    | Italia (bandiera) | A     | Giuseppe Fommei   |
|    | Italia (bandiera) | A     | O. Fommei         |
|    | Italia (bandiera) | C     | Enzo Goracci      |

| N. |                   | Ruolo | Calciatore         |
| -- | ----------------- | ----- | ------------------ |
|    | Italia (bandiera) | P     | Benedetto Insana   |
|    | Italia (bandiera) | C     | Loris Lottini      |
|    | Italia (bandiera) |       | O. Macchi          |
|    | Italia (bandiera) | D     | Lidio Marchi       |
|    | Italia (bandiera) | A     | Ruggero Marianetti |
|    | Italia (bandiera) | P     | Aristide Nascenzi  |
|    | Italia (bandiera) | A     | Mario Pensierini   |
|    | Italia (bandiera) | A     | Guido Querci       |
|    | Italia (bandiera) | D     | Umberto Santillo   |
|    | Italia (bandiera) | C     | Alessandro Sassi   |